# Estadi d'O'Donnell
|  | No s'ha de confondre amb Camp d'O'Donnell. |

L'Estadi d'O'Donnell era un recinte esportiu dedicat al futbol de la ciutat de Madrid.
Estava situat al carrer O'Donnell, molt a prop, a uns 200 metres, del camp de futbol de l'Atlètic de Madrid del mateix nom. La seva capacitat era per 5.000 espectadors.
Fou l'estadi del Reial Madrid entre 1912 i 1923, any en què fou clausurat, en traslladar-se el club blanc al Camp de Ciudad Lineal. També fou la seu de les finals de copa del Rei dels anys 1908, 1909, 1913 i 1918.